# 61 Piscium
61 Piscium (61 Psc) es una estrella en la constelación de Piscis.
Tiene magnitud aparente +6,60 y se encuentra a 186 años luz de distancia del sistema solar.
61 Piscium es una enana amarilla de tipo espectral F8V.
Tiene una temperatura superficial de 6258 K, unos 500 K más caliente que el Sol.
Su radio es 2,2 veces más grande que el radio solar y gira sobre sí misma con una velocidad de rotación proyectada —límite inferior de la misma— de 11,0 km/s, más de 5 veces más deprisa que el Sol.
Su masa es un 47% mayor que la masa solar y tiene una edad de 2200 millones de años.
61 Piscium posee una metalicidad —abundancia relativa de elementos más pesados que el helio— ligeramnete superior a la del Sol ([Fe/H] = +0,08).
Su contenido de berilio es semejante al solar pero su contenido de litio  (logє[Li] = 2,85) es notablemente superior, hecho que no es excepcional, ya que el Sol tiene un nivel bajo de este elemento en comparación con otras estrellas de nuestro entorno.
61 Piscium es miembro del «supercúmulo de las Híades», amplio grupo de estrellas que comparten con las Híades el mismo movimiento a través del espacio.
Otras estrellas semejantes incluidas en este grupo son κ Tucanae, ι Horologii, 50 Persei y 111 Tauri.